# Hoffmannseggia tenella
Hoffmannseggia tenella là một loài thực vật có hoa trong họ Đậu. Loài này được Tharp & L.O.Williams miêu tả khoa học đầu tiên.